# Shahzada Khurram
Shahzada Muhammad Khurram (negdje i Khurrum) je bivši pakistanski hokejaš na travi. 
Na hokejaškom turniru na Olimpijskim igrama 1948. u Londonu je igrao za Pakistan, koji je osvojio 4. mjesto.

## Vanjske poveznice
- Profil na Sports Reference.com  Arhivirana inačica izvorne stranice od 1. ožujka 2012. (Wayback Machine)